# من 30 سنة (فلم)
من 30 سنة هو فيلم إثارة مصري صدر سنة 2016، من إخراج عمرو عرفة، وتأليف أيمن بهجت قمر، وإنتاج وليد منصور، ومن بطولة أحمد السقا، ومنى زكي، وشريف منير، ونور، وميرفت أمين. تدور أحداث الفيلم حول عمر الذي يعود من الخارج ليقسم ثروته على عائلته المكونة من تسعة أفراد بالتساوي، ولكنه يخبرهم أن أمواله ملعونة ولعنتها تطارد من يحصل عليها أينما ذهب، وبالفعل يقتنع ابن عمته عماد بالأمر بعد وقوع الضحايا بطريقة غريبة بين أفراد العائلة على التوالي، ويحاول كشف اللغز وراء تلك اللعنة.
كان الفيلم يحمل في البداية اسم «هتقتل تسعة»، لكن تم تغييره إلى من 30 سنة، ويعتبر أول عودة للفنانة نور إلى التمثيل بعد غياب دام 6 سنوات منذ فيلم ميكانو. تم تصوير الفيلم في كل من المملكة المتحدة ومصر على مدار 8 أسابيع. وقد حقق الفيلم نجاحًا كبيرًا في عيد الفطر 2016، حيث احتل المرتبة الثانية من حيث الإيرادات بعد فيلم جحيم في الهند. كما يعد هذا الفيلم أول تجربة سينمائية للمنتج وليد منصور.

## القصة
عبد التواب الطيب، تاجر سلاح من المنيا، توفيت زوجتاه، فباع ممتلكاته وجمع أبناءه: حسن، جمال، نبيلة، سامح، هدى، ونجوى، ثم انتقل إلى القاهرة ليفتح محلاً لتجارة السلاح في العتبة، وتزوج من الراقصة سونيا. أنجب منها نجوى، وازدهرت أعماله. وقبل وفاته، وزع ثروته بين أبنائه بالتساوي، وأوصى على ابنته الكبرى نبيلة، التي تحالفت مع باقي الأشقاء لظلم سامح وهدى واستيلاء على ميراثهم.
عاش عمر، ابن سامح، فقيرًا، وهاجر إلى الخارج بحثًا عن رزق، بينما عماد، ابن هدى، عمل كاتبًا في مجال النقد الأدبي ولكنه عانى من الفقر. أما حسن، فاستمر في تجارة السلاح وزوج ابنته نهي من أكبر تاجر في بورسعيد بغرض الاستفادة من ثروته، في حين أن سليم، ابن حسن، تسبب في مشاكل في حياة صديقه وأدى لخيانة بينه وبين خطيبته.
أما جمال، فاستمر في تجارة السلاح مع أخيه حسن، وشاركتهم في العمل ابنته رشا التي وقعت في حب عمر. كما كانت نجوى، ابنة سونيا، تلاحق علاقات مع شباب أصغر سنًا، مما أدى إلى إدمان ابنها هاني للمخدرات. وعن طريق الناشر هشام، تعرف عماد على الشاعرة حنان التي انتقلت إلى القاهرة بحثًا عن فرصة أفضل.
بعد 15 عامًا، عاد عمر من الخارج بعد أن أصبح مليارديرًا، ليكتشف أنه عقيم، ويقرر تصفية أعماله وتوزيع أمواله بين أفراد أسرته. أثناء ذلك، تعرف على حنان وساعدها ماليًا، ولكن مجذوب أخبره أنه سيقتل تسعة من أفراد العائلة. وبعد ذلك، بدأت سلسلة من الأحداث الدموية التي راح ضحيتها العديد من أفراد العائلة.
مات هاني تحت عجلة القطار، تلتها وفاة نبيلة بعد سقوطها من شرفة المنزل، ثم سليم ونهي نتيجة اختناق الغاز، وبعدها انتحر حسن بعد أن علم بموت أبنائه. حاولت رشا أن تقع في حب عمر طمعًا في ثروته، وتزوجت منه، ولكن حدث حادث مروع بعد زواجهما أسفر عن وفاة جمال، رشا، ونجوى، ليظل عمر وعماد على قيد الحياة.
بعد هذه الحوادث، ترك عماد البلاد خوفًا من تحذيرات المجذوب، ولكنه عاد ليجد أن حنان قد تزوجت من عمر. انتهت القصة بمؤامرة بين عماد وحنان للتخلص من بعضهم البعض. وفي النهاية، تم إعدام عماد، وتتمتع حنان بثروة كبيرة ورثتها من أعمال غير شريفة.

## طاقم التمثيل
- أحمد السقا بدور عماد صلاح الدين
- منى زكي بدور حنان البغدادي
- شريف منير بدور عمر
- نور بدور رشا
- ميرفت أمين بدور نجوى
- صلاح عبد الله بدور حسن
- جميلة عوض بدور نهى
- رجاء الجداوي بدور نبيلة
- محمود البزاوي بدور الرجل المتشرد
- سليمان عيد بدور عبده
- محمود الجندي بدور إبراهيم
- نبيل عيسى بدور هاني
- محمد مرزبان بدور المحامي
- محمد مهران بدور سليم
- جميل برسوم بدور عبد التواب الطيب
- أحمد فؤاد سليم
- محمد علي رزق
- ميدرونا سليم
- مدحت مصطفى
- محمد دسوقي

### إشترك في التمثيل
تامر شلتوت - عارفة عبد الرسول- عبير فاروق- نفرتاري- علاء عزت - هشام محمد شرف - هشام وجيه - مدحت مصطفى - هشام بطران - مدرونا سليم - مجدي عبد الظاهر - سمير عبد الرحيم - محمد طيبة - أحمد فهيم - أبو العلا محمد - حمزة السقا - ياسر نبيل نصر - يحيي مجدي - شريف وجدي - سماح غالي يوسف - كنزي أحمد زكي - محمد محمد السيد - باسم أمجد حمود - جنى محمد عطية - عبد الله إسامة - هنا أحمد

## الإطلاق
تاريخ عرض الفيلم يوافق عيد الفطر لسنة 1437 هـ.

## وصلات خارجية
- من 30 سنة على موقع IMDb (الإنجليزية)
- من 30 سنة على موقع الدهليز
- من 30 سنة على موقع قاعدة بيانات الأفلام العربية
- من 30 سنة على موقع قاعدة بيانات الفيلم (الإنجليزية)
- من 30 سنة على موقع ليتربوكسد (الإنجليزية)
- من 30 سنة على موقع كينوبويسك (الروسية)